# نخجوان تبة
نخجوان‌ تبة هي قرية في مقاطعة أرومية، إيران. يقدر عدد سكانها بـ 113 نسمة بحسب إحصاء 2016.